# 旧倉吉町水源地ポンプ室

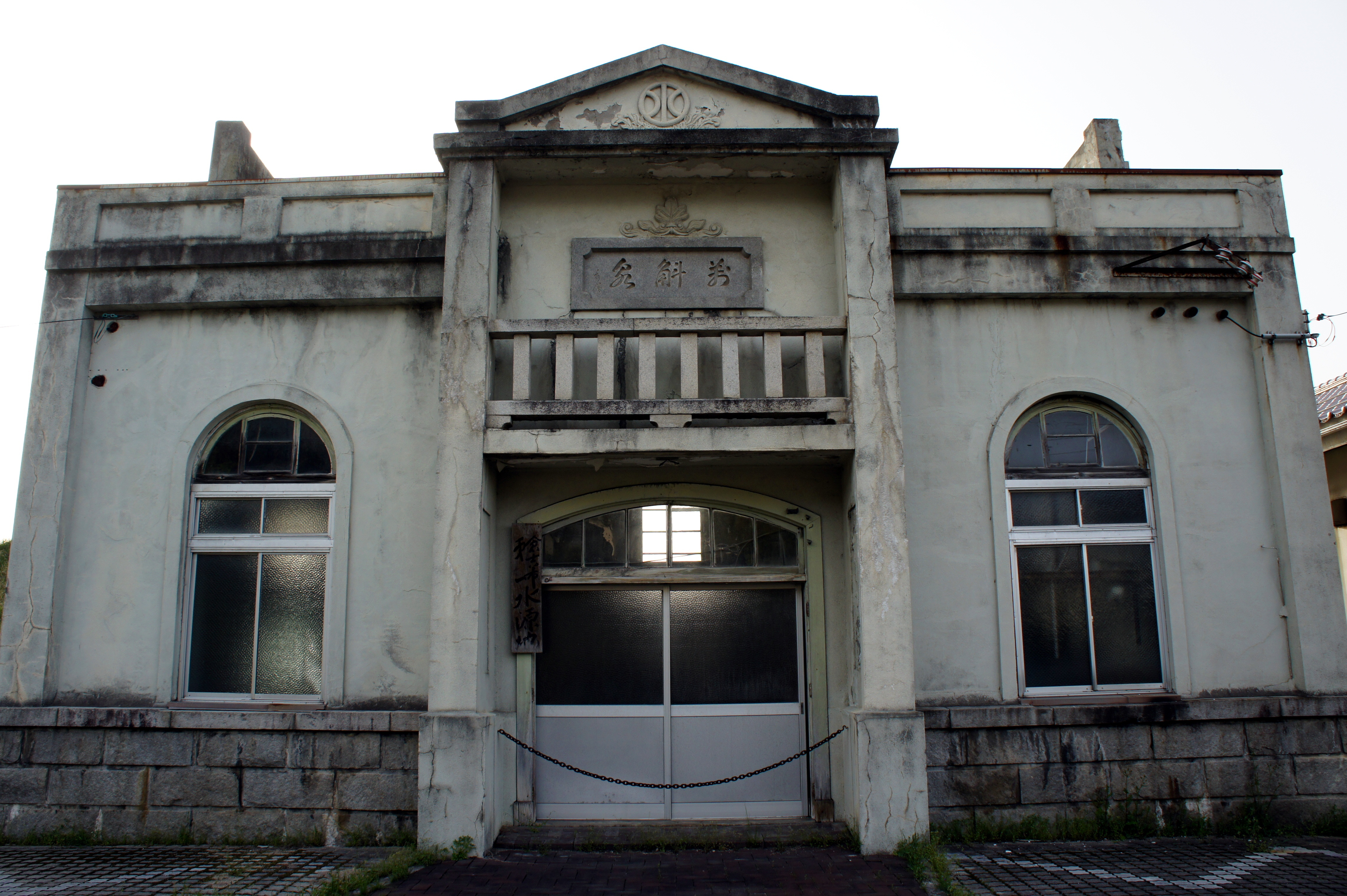
旧ポンプ室

旧倉吉町水源地ポンプ室（きゅうくらよしちょうすいげんちぽんぷしつ）は、鳥取県倉吉市余戸谷町にある歴史的建造物。

## 概要
倉吉市中心部への水源として、1932年（昭和7年）から1990年（平成2年）3月まで小鴨川沿いの余戸谷町水源地から水を汲み上げていた取水施設。
当時の倉吉町初の上水施設であり、洋風意匠を取り込んだ建築が特徴となっている。
現在は隣接する新施設が取水業務を継承している。

## 沿革
- 1932年（昭和7年） - 竣工、取水業務開始
- 1990年（平成2年）3月 - 取水業務終了
- 1996年（平成8年） - 県民の建物100選に選定される
- 2003年（平成15年）3月18日 - 登録有形文化財となる